# Condado de Madison (Kentucky)
O Condado de Madison é um dos 120 condados do estado americano de Kentucky. A sede do condado é Richmond, e sua maior cidade é Richmond. O condado possui uma área de 1 148 km² (dos quais 6 km² estão cobertos por água), uma população de 70 872 habitantes, e uma densidade populacional de 0,62 hab/km² (segundo o censo nacional de 2000). O condado foi fundado em 1785.